# After the Fire
Gli After the Fire, anche conosciuti con l'acronimo ATF, sono un gruppo rock britannico originario di Londra, formatosi nel 1974 e scioltosi nel 1982, prima di ritornare in attività nel 2004.
Tra i brani più conosciuti della band vi sono Der Kommissar e One Rule for You.

## Formazione

### Formazione attuale
- Peter Banks — tastiere, voce (1971-1983; 2004-presente)
- John Russell — chitarra, voce (1979-1983; 2004-presente)
- Ian Niblo — basso (2004-presente)
- Tim Turner — batteria (2008-presente)
- Rob Halligan — voce, chitarra (2008-presente)

### Ex componenti
- John Leach – basso (1971-1972)
- Ian Adamson – batteria (1971-1977)
- Andy Piercy – chitarra, basso, voce (1974-1983)
- Robin Childs – basso, voce (1975-1977)
- Nick Battle – basso, violino, voce (1977-1978)
- Ivor Twidell – batteria (1977-1979)
- John Russell – batteria (1977-1979)
- Nick Brotherwood – batteria (1979)
- Pete King – batteria (1979-1983)
- Matthew Russell – batteria (2004-2008)

## Discografia
Album in studio
- 1978 - Signs of Change
- 1979 - Laser Love
- 1980 - 80-f
- 1982 - Batteries Not Included
- 1982 - Der Kommissar
- 2005 - Der Kommissar - The CBS Recordings
- 2006 - AT2F

EP
- 1979 - Life in the City
- 1981 - Frozen Rivers
- 1982 - Rich Boys

Raccolte
- 2009 - Radio Sessions 1979-1980

Dal vivo
- 2005 - Live at Greenbelt